# Apołłon Dowojno-Sołłogub
Apołłon Aleksandrowicz Dowojno-Sołłogub, ros. Аполлон Александрович Довойно-Соллогуб (ur. w 1891 lub 1892 r. w Kałudze, zm. 7 stycznia 1988 r. w San Francisco) – prawosławny działacz emigracyjny, publicysta
Pochodził z arystokratycznej rodziny. Ukończył studia prawnicze na uniwersytecie w Sankt Petersburgu. Po wybuchu I wojny światowej został zmobilizowany do armii rosyjskiej. W 1918 r. wstąpił do nowo formowanych wojsk Białych. Doszedł do stopnia rotmistrza. W listopadzie 1920 r. wraz z wojskami Białych został ewakuowany z Krymu do Gallipoli. W 1921 r. zamieszkał w Polsce. Po zajęciu kraju przez wojska niemieckie jesienią 1939 r., objął funkcję zastępcy przewodniczącego Rady Zjednoczonych Rosyjskich Parafialnych Bractw Prawosławnych w okupowanej Warszawie. Jednocześnie zaangażował się w konspiracyjną działalność rosyjskich skautów. Od 1946 r. był przedstawicielem arcybiskupa austriackiego Stefana (jurysdykcja Rosyjskiego Kościoła Prawosławnego poza granicami Rosji) przed okupacyjnymi władzami amerykańskimi i rządem austriackim. W 1950 r. wyjechał do USA, gdzie w latach 1967-1969 redagował w Nowym Jorku pismo „Zarubieżnaja Ruś”. W latach 1983–1987 w San Francisco był redaktorem pisma „Russkaja Żyzń”.